# James Thompson (aviron)
Pour les articles homonymes, voir James Thompson et Thompson.
James Thompson, né le 18 novembre 1986 au Cap, est un rameur d'aviron sud-africain.

## Palmarès

### Jeux olympiques
- 2012 à Londres,  Royaume-Uni
  -  Médaille d'or en quatre sans barreur poids légers